# Rennera
Rennera es un género de plantas pertenecientes a la familia Asteraceae. Comprende 4 especies descritas y de estas, solo 3 aceptadas.

## Taxonomía
El género fue descrito por Hermann Merxmüller y publicado en  Mitteilungen der Botanischen Staatssammlung München 2: 335. 1957.

## Especies aceptadas
A continuación se brinda un listado de las especies del género Rennera aceptadas hasta junio de 2012, ordenadas alfabéticamente. Para cada una se indica el nombre binomial seguido del autor, abreviado según las convenciones y usos:
- Rennera eenii (S.Moore) Källersjö
- Rennera limnophila Merxm.
- Rennera stellata P.P.J.Herman